# Concrete Blonde
Concrete Blonde est un groupe de rock alternatif américain formé en 1986 et composé à l'origine de Johnette Napolitano et James Mankey, rejoints ensuite par Harry Rushakoff. Le groupe obtient son plus grand succès avec l'album Bloodletting (1990). Il se sépare en 1993 après avoir sorti cinq albums studio mais se reforme en 2001 et enregistre deux nouveaux albums, Gabriel Ramirez-Quezada remplaçant Harry Rushakoff sur le deuxième. La formation se reconstitue en 2010 à l'occasion des vingt ans de la sortie de Bloodletting. Les chansons du groupe ont fréquemment pour thèmes le surnaturel et la culture mexicaine.

## Biographie
La bassiste et auteur-compositeur-interprète Johnette Napolitano crée le groupe Dream 6 avec le guitariste James Mankey, ancien membre des Sparks, à Los Angeles en 1982. Issus de la scène post-punk, ils sortent un EP l'année suivante mais leur volonté d'avoir un contrôle créatif total sur leurs compositions les empêchent pendant longtemps de signer avec un label majeur. Ils finissent par signer un contrat avec I.R.S. Records en 1986 et changent le nom du groupe en Concrete Blonde sur la suggestion de Michael Stipe. Le batteur Harry Rushakoff rejoint la formation et ils enregistrent leur premier album, Concrete Blonde, qui sort en 1987 et dont le son est influencé par The Pretenders. L'album n'est pas un grand succès commercial, 96e au classement Billboard 200 mais les titres Your Haunted Head, Over Your Shoulder et Still in Hollywood apparaissent dans la bande originale des films Massacre à la tronçonneuse 2 (1986) et Hidden (1987).
Le deuxième album du groupe, Free, sort en avril 1989 et ne connaît pas plus de succès que le premier mais contient God Is a Bullet, premier single de la formation à connaître le succès avec une 15e place au classement Modern Rock Tracks. C'est avec son troisième album, Bloodletting, qui sort en mai 1990, que le groupe obtient son plus grand succès. L'album, avec des textes de Johnette Napolitano influencés par Anne Rice, atteint la 49e place du Billboard 200 et le single Joey la première place du Modern Rock Tracks. Pour l'enregistrement de cet album, Harry Rushakoff est remplacé à la batterie par Paul Thompson, ancien batteur de Roxy Music, car il a été admis en cure de désintoxication. Toujours en 1990, le groupe reprend Everybody Knows de Leonard Cohen pour la bande originale du film Pump Up the Volume et cette reprise se classe 20e au Modern Rock Tracks.
Le groupe sort deux autres albums, Walking in London et Mexican Moon, en 1992 et 1993, mais ne parvient pas à rééditer un succès similaire, les albums se classant respectivement 73e et 67e du Billboard 200. Les singles Someday?, Ghost of a Texas Ladies Man et Heat It Up obtiennent néanmoins un certain succès, se classant aux 8e, 2e et 16e places du Modern Rock Tracks. Paul Thompson remplace de nouveau Harry Rushakoff pour l'enregistrement de quelques titres de Mexican Moon, toujours en raison des problèmes de drogue de Rushakoff. Mexican Moon traduit l'intérêt de Johnette Napolitano pour la musique et la culture hispanique. Le groupe est dissous peu après en raison de mésententes même si Johnette Napolitano et James Mankey collaborent avec le groupe de punk chicano Los Illegals pour l'album Concrete Blonde y Los Illegals, sorti en 1997.
Le groupe est reformé en 2001 et enregistre un nouvel album Group Therapy, qui sort l'année suivante et se classe 15e du Top Independent Albums de Billboard. Harry Rushakoff est renvoyé pendant la tournée qui suit après avoir disparu juste avant un concert et est remplacé par Gabriel Ramirez-Quezada. L'album Mojave, inspiré par le désert du même nom dans lequel vit Johnette Napolitano, sort ensuite en juin 2004. En juin 2006, Johnette Napolitano annonce la séparation de la formation. En 2010, le groupe se reforme à l'occasion du vingtième anniversaire de la sortie de Bloodletting. Ils donnent plusieurs concerts aux États-Unis et en Australie à cette occasion ainsi que quelques concerts en 2012.

## Membres
- Johnette Napolitano - chant, basse (1986-1994, 2001-2006, depuis 2010)
- James Mankey - guitare (1986-1994, 2001-2006, depuis 2010)
- Gabriel Ramirez-Quezada - batterie, percussions (2002-2006, depuis 2010)
- Harry Rushakoff - batterie, percussions (1986-1994, 2001-2002)
- Paul Thompson - batterie, percussions (Bloodletting et certains titres de Mexican Moon)

## Discographie

### Albums live
- 2003 : Live in Brazil 2002

### Compilations
- 1994 : Still in Hollywood
- 1996 : Recollection: The Best of Concrete Blonde
- 2002 : Classic Masters
- 2005 : The Essential

### Singles
- Still in Hollywood (1986)
- True (1986)
- Happy Birthday (1989)
- God Is a Bullet (1989)
- Joey (1990)
- Caroline (1990)
- Everybody Knows (1990)
- Someday? (1992)
- Ghost of a Texas Ladies Man (1992)
- Walking in London (1992)
- Heal It Up (1993)
- Mexican Moon (1994)
- Jonestown (1994)
- Roxy (2002)